# MotorCity Casino
Das MotorCity Casino ist ein Casino und Hotel in Detroit, Michigan. Der Hotelkomplex kostete 825 Mio. US-Dollar. Eigentümer des MotorCity Casino ist die Ilitch Holdings, dessen Besitzer Mike Ilitch ist. Laut Forbes hat das MotorCity Casino einen jährlichen Umsatz von über 400 Mio. US-Dollar (Stand: 2006).